# Tigers de Memphis (football américain)
Stade
Le programme de football américain des Tigers de Memphis représente l'université de Memphis située à Memphis au Tennessee. Son équipe joue au sein de la NCAA Division I Football Bowl Subdivision (FBS) dans l'American Conference (ex-AAC) depuis la saison 2003.
Les Tigers jouent leurs matchs à domicile au Simmons Bank Liberty Stadium. Leur entraîneur principal est Ryan Silverfield.
Depuis leur saison inaugurale en 1912, les Tigers ont remporté plus de 500 matchs et ont participé à 17 bowls.

## Descriptif en fin de saison 2024
- Couleurs :   (bleu et gris)

- Dirigeants :
  - Directeur sportif : Ed Scott (en)
  - Entraîneur principal : Ryan Silverfield (en), 6e saison, bilan : 42 - 21  (66,6 %)

- Stade
  - Nom : Simmons Bank Liberty Stadium
  - Capacité : 58 325
  - Surface de jeu : pelouse artificielle (Fieldturf)
  - Lieu : Campus, Memphis, Tennessee

- Conférence :
  - Actuelle : American Conference (depuis 2025)
  - Anciennes : 
    - Indépendants (1912–1927, 1947–1967, 1973–1995)
    - Mississippi Valley Conference (en) (1928–1934)
    - SIAA (en) (1935–1942)
    - Missouri Valley (1968–1972)
    - Conference USA (1996–2012)
    - American Athletic Conference (2013-2024)

- Internet :
  - Nom site Web : gotigersgo.com
  - URL : https://gotigersgo.com/sports/football

- Bilan des matchs :
  - Victoires : 543 (50,2 %)
  - Défaites : 538
  - Nuls : 33

- Bilan des Bowls :
  - Victoires : 9 (52,9 %)
  - Défaites : 8

- College Football Playoff : -

- Titres :
  - Titres nationaux : -
  - Titres de conférence (8) : 1929, 1930, 1938, 1968, 1969, 1971, 2014, 2019
  - Titres de la division West de l'AAC (3) : 2017, 2018, 2019

- Joueurs :
  - Vainqueurs du Trophée Heisman : -
  - Sélectionnés All-American : 16

- Hymne : Go Tiger Go
- Mascotte : Pouncer
- Fanfare : Sound of the South (en)

- Rivalités :
  - Arkansas State (en)
  - Cincinnati (en)
  - Louisville (en)
  - Ole Miss (en)
  - Southern Miss (en)
  - UAB

## Histoire
- Histoire des Tigers de Memphis (football américain) (en)
- Saisons des Tigers de memphis (football américain) (en)

## Palmarès
- Champions de conférence :

Memphis a remporté six titres de conférence dont un à égalité (†)
| Saison | Conférence                         | Entraîneur           | Bilan global | Bilan de conférence |
| ------ | ---------------------------------- | -------------------- | ------------ | ------------------- |
| 1929   | Mississippi Valley Conference (en) | Zach Curlin (en)     | 8–0–2        | n/d                 |
| 1930   | Mississippi Valley Conference (en) | Zach Curlin (en)     | 6–3–1        | n/d                 |
| 1938   | SIAA (en)                          | Allyn McKeen (en)    | 10–0         | 7–0                 |
| 1968   | Missouri Valley Conference         | Billy J. Murphy (en) | 06–4         | 4–0                 |
| 1969   | Missouri Valley Conference         | Billy J. Murphy (en) | 08–2         | 4–0                 |
| 1971   | Missouri Valley Conference         | Billy J. Murphy (en) | 05–6         | 2–1                 |
| 2014†  | American Athletic Conference       | Justin Fuente (en)   | 10–3         | 7–1                 |
| 2019   | American Athletic Conference       | Mike Norvell (en)    | 12–1         | 7–1                 |
- Champions de division :

Memphisa remporté trois titres de division dont deux à égalité (†)
| Saison | Conférence | Division | Entraîneur        | Finale de conférence   | Finale de conférence |
| ------ | ---------- | -------- | ----------------- | ---------------------- | -------------------- |
| Saison | Conférence | Division | Entraîneur        | Adversaire             | Résultat             |
| 2017   | AAC        | West     | Mike Norvell (en) | Knights de l'UCF       | P, 552PR62           |
| 2018†  | AAC        | West     | Mike Norvell (en) | Knights de l'UCF       | P, 41–56             |
| 2019†  | AAC        | West     | Mike Norvell (en) | Bearcats de Cincinnati | G, 29–24             |

## Bowls
Memphis a participé à 18 bowls universitaire, en a remporté 10 pour 8 défaites et une annulation. Cette statistique inclut le Burley Bowl de 1956 qui n'est pas reconnu par la NCAA. Le programme a disputé son premier bowl de nouvel-an lorsqu'ils sont sélectionnés pour disputer le  Cotton Bowl Classic 2019 étant alors classé 15e par l'Associated Press. La victoire lors du Liberty Bowl 2023 était la première contre une équipe du Power 5 (5 meilleurs conférences de la FBS).
| Saison | Entraîneur               | Bowl                 | Adversaire                              | Résultat          |
| ------ | ------------------------ | -------------------- | --------------------------------------- | ----------------- |
| 1956   | Ralph Hatley             | Burley Bowl (en)     | Buccaneers d'East Tennessee State (en)  | G, 32–12          |
| 1971   | Billy J. Murphy          | Pasadena Bowl        | Spartans de San Jose State              | G, 28–09          |
| 2003   | Tommy West               | New Orleans Bowl     | Mean Green de North Texas               | G, 27–17          |
| 2004   | Tommy West               | GMAC Bowl            | Falcons de Bowling Green                | P, 35–52          |
| 2005   | Tommy West               | Motor City Bowl      | Zips d'Akron                            | G, 38–31          |
| 2007   | Tommy West               | New Orleans Bowl     | Owls de Florida Atlantic                | P, 27–44          |
| 2008   | Tommy West               | St. Petersburg Bowl  | Bulls de South Florida                  | P, 14–41          |
| 2014   | Justin Fuente            | Miami Beach Bowl     | Cougars de BYU                          | G, 55–48          |
| 2015   | Darrell Dickey (intérim) | Birmingham Bowl      | Tigers d'Auburn                         | P, 10–31          |
| 2016   | Mike Norvell             | Boca Raton Bowl      | Hilltoppers de Western Kentucky         | P, 31–51          |
| 2017   | Mike Norvell             | Liberty Bowl         | Cyclones d'Iowa State                   | P, 20–21          |
| 2018   | Mike Norvell             | Birmingham Bowl      | Demon Deacons de Wake Forest            | P, 34–37          |
| 2019   | Ryan Silverfield         | Cotton Bowl Classic  | Nittany Lions de Penn State             | P, 39–53          |
| 2020   | Ryan Silverfield         | Montgomery Bowl      | Owls de Florida Atlantic                | G, 25–10          |
| 2021   | Ryan Silverfield         | Hawaii Bowl          | Rainbow Warriors d'Hawaï                | Annulé (Covid-19) |
| 2022   | Ryan Silverfield         | First Responder Bowl | Aggies d'Utah State                     | G, 38–10          |
| 2023   | Ryan Silverfield         | Liberty Bowl         | Cyclones d'Iowa State                   | G, 36–26          |
| 2024   | Ryan Silverfield         | Frisco Bowl          | Mountaineers de la Virginie-Occidentale | G, 42–37          |

## Entraîneurs
Les tigers ont connu 25 entraîneurs :
| Entraîneur         | Saison(s)   | Nb de saison | Bilan    | %    |
| ------------------ | ----------- | ------------ | -------- | ---- |
| Clyde H. Wilson    | 1912–1915   | 4            | 9–12–1   | 43,2 |
| Tom Shea           | 1916        | 1            | 2–3–1    | 41,7 |
| V. M. Campbell     | 1917, 1919  | 2            | 6–6      | 50,0 |
| John Childerson    | 1918        | 1            | 2–4      | 33,3 |
| Elmore George      | 1920        | 1            | 0–5      | 00,0 |
| Rollin Wilson      | 1921        | 1            | 4–5–1    | 45,0 |
| Lester Barnard     | 1922–1923   | 2            | 11–5–3   | 65,8 |
| Zach Curlin        | 1924–1936   | 13           | 43–60–14 | 42,7 |
| Allyn McKeen       | 1937–1938   | 2            | 13–6     | 68,4 |
| Cecil C. Humphreys | 1939–1941   | 3            | 14–15    | 48,3 |
| Charlie Jamerson   | 1942        | 1            | 2–7      | 22,2 |
| Ralph Hatley       | 1947–1957   | 11           | 59–43–5  | 57,5 |
| Billy J. Murphy    | 1958–1971   | 14           | 91–44–1  | 67,3 |
| Fred Pancoast      | 1972–1974   | 3            | 20–12–1  | 62,1 |
| Richard Williamson | 1975–1980   | 6            | 31–35    | 47,0 |
| Rex Dockery        | 1981–1983   | 3            | 8–24–1   | 25,8 |
| Rey Dempsey        | 1984–1985   | 2            | 7–12–3   | 38,6 |
| Charlie Bailey     | 1986–1988   | 3            | 12–20–1  | 37,9 |
| Chuck Stobart      | 1989–1994   | 6            | 29–36–1  | 44,7 |
| Rip Scherer        | 1995–2000   | 6            | 22–44    | 33,3 |
| Tommy West         | 2001–2009   | 9            | 49–61    | 44,5 |
| Larry Porter       | 2010–2011   | 2            | 3–21     | 12,5 |
| Justin Fuente      | 2012–2015   | 4            | 26–24    | 52,0 |
| Mike Norvell       | 2016–2019   | 4            | 38–15    | 71,7 |
| Ryan Silverfield   | depuis 2019 | 6            | 42-21    | 66,6 |

## Récompenses individuelles
- Lou Groza Award
  - 1992 – Joe Allison
- Ray Guy Award
  - 2013 – Tom Hornsey
- Paul Warfield Trophy
  - 2017 – Anthony Miller
- Jim Brown Award (en)
  - 2018 – Darrell Henderson
- William V. Campbell Trophy
  - 2020 – Brady White

## Numéros retirés
| N° | Nom               | Poste | Saisons   | Réf   |
| -- | ----------------- | ----- | --------- | ----- |
| 8  | Charles Greenhill | DB    | 1983      | [ 1 ] |
| 20 | DeAngelo Williams | RB    | 2002–2005 | [ 1 ] |
| 30 | Dave Casinelli    | RB    | 1960–1963 | [ 1 ] |
| 59 | Danton Barto (en) | LB    | 1990–1993 | ,     |
| 64 | John Bramlett     | LB    | 1959–1962 | [ 1 ] |
| 79 | Harry Schuh       | OL    | 1962–1964 | [ 1 ] |
| 83 | Isaac Bruce       | WR    | 1992–1993 | [ 1 ] |

## Tigers au Pro Football Hall of Fame
| Nom         | Poste         | Saisons   | Année d'intronisation |
| ----------- | ------------- | --------- | --------------------- |
| Isaac Bruce | Wide receiver | 1992–1993 | 2020                  |

## Tigers au College Football Hall of Fame
| Nom                       | Poste                | Saisons   | Année d'intronisation |
| ------------------------- | -------------------- | --------- | --------------------- |
| Allyn McKeen              | Entraîneur principal | 1937–1938 | 1991                  |
| Billy Jack "Spook" Murphy | Entraîneur principal | 1958–1971 | 2022                  |
| DeAngelo Williams         | Running back         | 2002–2005 | 2023                  |

## Rivalités
| Équipe rivale                  | Surnom de la rivalité    | Trophée de la rivalité | Bilan des Tigers | Bilan des Tigers | Bilan des Tigers | Bilan des Tigers | Bilan des Tigers | Premier match | Dernier match |
| ------------------------------ | ------------------------ | ---------------------- | ---------------- | ---------------- | ---------------- | ---------------- | ---------------- | ------------- | ------------- |
| Équipe rivale                  | Surnom de la rivalité    | Trophée de la rivalité | Nb.              | V.               | D.               | N.               | %                | Premier match | Dernier match |
| Red Wolves d'Arkansas State    | Paint Bucket Bowl (en)   | -                      | 65*              | 33               | 23               | 5                | 53,2             | 1914          | 2023          |
| Bearcats de Cincinnati         | -                        | -                      | 37               | 23               | 14               | 0                | 62,2             | 1966          | 2020          |
| Cardinals de Louisville        | -                        | -                      | 43               | 19               | 24               | 0                | 44,2             | 1948          | 2013          |
| Rebels d'Ole Miss              | -                        | -                      | 63*              | 12               | 47               | 2                | 19,1             | 1921          | 2019          |
| Golden Eagles de Southern Miss | Black and Blue Bowl (en) | -                      | 63               | 22               | 40               | 1                | 34,9             | 1935          | 2012          |
| Blazers de l'UAB               | Battle for the Bones     | The Bones              | 17               | 07               | 10               | 0                | 41,2             | 1997          | 2024          |

Note : * indique qu'un ou plusieurs résultat(s) de match a/ont été annulé(s) par la NCAA.

## Traditions

### The Tiger Walk
Environ deux heures et demie avant le coup d'envoi du match à domicile, les fans se rejoignent et s'alignent à l'extérieur du Simmons Bank Liberty Stadium pour le Tiger Walk. Cette tradition implique la fanfare de Memphis dénommée Mighty Sound of the South, des milliers de fans et les équipes de pom-pom girls de l'université. Les entraîneurs et l'équipe arrivent alors au stade et entrent dans le tunnel du stade avec les fans et les pom-pom girls ceux-ci les encouragent pour qu'ils remportent la victoire. Après le passage de l'équipe, les cheerleaders dirigent les fans pour épeler à voix haute le nom « T-I-G-E-R-S ».

### Tiger Lane
La « Tiger Lane » (voie du tigre) est un itinéraire équipé de branchements électriques, d'arbres, de zones herbeuses où se déroulent toutes les activités de tailgating d'avant-match. Cette voie s'étend du parking du Liberty Bowl Memorial Stadium à East Parkway dans le centre-ville de Memphis.

### Couleurs
Les couleurs officielles de l'université de Memphis sont le bleu et le gris. Celles-ci ont été choisies au début des années 1900 pour montrer l'unité d'une nation qui se remettait encore des effets de la Guerre de Sécession. Les étudiants pensaient qu'en choisissant les couleurs du Nord et du Sud, l'université montrerait une solidarité entre tous les étudiants.